# Go Away
«Go Away» (кор. 고어웨이) — пятый сингл корейской поп-группы 2NE1 из их первого студийного альбома To Anyone. Японская версия сингла появилась в продаже 16 ноября 2011 года.

## Информация о песне
Сингл был издан 9 сентября 2010 года под лейблом YG Entertainment, одновременно с двумя другими — «Can’t Nobody» и «Clap Your Hands» для продолжения продвижения альбома To Anyone. Видеоклип «Go Away» появился день спустя после сингла. Режиссёром клипа стал Чже Ён Тхэк.
Живые выступления группы с «Go Away» прошли на телешоу M! Countdown, Music Bank, The Music Trend и Show! Music Core.
Песня дебютировала в хит-параде Gaon на восьмом месте. Вскоре она достигла первого места и продержалась на нём две недели; в ежемесячном чарте «Go Away» стала песней сентября, а по итогам года заняла 4 место. Общее количество закачек сингла составило 2 584 933 за 2010 год.

## Японская версия
Об издании «Go Away» в виде сингла в Японии было впервые объявлено в марте 2011 года, после того, как она стала тематической песней японской телепрограммы Mezanyū. Сингл вышел в Японии в 16 ноября 2011 года.

## Критика
Как и альбом To Anyone, песня получила, в основном, положительные отзывы от тематических изданий и интернет-ресурсов. В отзыве сайта AllKpop, посвящённого стилю K-pop, говорилось, что «Go Away» находится на должном расстоянии от «излишне эмоциональных баллад» и выделяется в альбоме. «Go Away» получила награду «песня сентября» на Cyworld Digital Music Awards.

## Список композиций
- Цифровой сингл[2][11]

1. «Go Away» — 3:36

- Японское издание

1. «Go Away» — 3:35
2. «It Hurts» — 4:15
3. «Go Away» (Instrumental) — 3:35
4. «It Hurts» (Instrumental) — 4:15

## Чарты
| Чарт (2010) | Наивысшая позиция |
| ----------- | ----------------- |
| Gaon Chart  | 1                 |

| Чарт (2010) | Наивысшая позиция |
| ----------- | ----------------- |
| Gaon Chart  | 1                 |

| Чарт (2010)                        | Позиция |
| ---------------------------------- | ------- |
| Gaon Chart                         | 4       |
| South Korea Streaming Chart (Gaon) | 14      |
| South Korea Downloads Chart (Gaon) | 16      |

| Чарт (2011)                          | Наивысшая позиция |
| ------------------------------------ | ----------------- |
| Billboard Adult Contemporary Airplay | 24                |
| Billboard Japan Hot 100              | 71                |
| Oricon                               | 9                 |
| RIAJ Digital Track Chart Top 100     | 49                |

| Страна | Дата            | Лейбл            | Формат                                     |
| ------ | --------------- | ---------------- | ------------------------------------------ |
| Мир    | 9 сентября 2010 | YG Entertainment | цифровая дистрибуция                       |
| Япония | 9 марта 2011    | Avex Group       | Рингтон (корейская версия)                 |
| Япония | 2 ноября 2011   | YGEX             | Рингтон (японская версия)                  |
| Япония | 16 ноября 2011  | YGEX             | CD, цифровая дистрибуция (японская версия) |